# 1332
El 1332 (MCCCXXXII) fou un any de traspàs començat en dimecres del calendari julià.

## Naixements
- Alfons IV de Ribagorça, candidat al tron la Corona d'Aragó en el compromís de Casp.[1]
- Joan V Paleòleg, emperador romà d'Orient.[2]